# Шапиро, Марек
Марек Шапиро (пол. Marek Szapiro; 4 февраля 1917, Варшава — 26 июля 2002, Стокгольм) — польский врач и шахматист.

## Спортивные достижения
| Год  | Город | Турнир               | + | −  | = | Результат | Место |
| ---- | ----- | -------------------- | - | -- | - | --------- | ----- |
| 1946 | Сопот | 5-й чемпионат Польши | 8 | 11 | 2 | 9 из 21   | 15—18 |

## Произведения
- Nim slonce wzejdzie. Dziennik pisany w ukryciu 1943-1944, ISBN 9788385888406